# Sorbus barrandienica
Sorbus barrandienica är en rosväxtart som beskrevs av Vít, M.Lep. Sorbus barrandienica ingår i släktet oxlar, och familjen rosväxter. Inga underarter finns listade i Catalogue of Life.